# ...Where the Shadows Lie
...Where the Shadows Lie es el título del primer álbum de estudio del grupo de metal finlandés Battlelore. Salió a la venta en 2002. El disco está compuesto de diez canciones de las que una no aparece mencionada en la contraportada, inspiradas por el legendarium de J. R. R. Tolkien: el título mismo del álbum es una frase del poema del Anillo Único. La portada del disco muestra parte de la lámina del artista Ted Nasmith titulada «Morgoth and High King of Noldor», que representa el enfrentamiento entre Morgoth y Fingolfin.
De este álbum no se lanzó ningún sencillo aunque se rodó un vídeo de la canción «Journey to Undying Lands» para promocionar la banda en Europa. Tras el lanzamiento del álbum el guitarrista Tommi Havo tuvo que dejar la banda por razones personales, siendo reemplazado por Jussi Rautio.

## Formación
- Kaisa Jouhki: voz;
- Patrik Mennander: voz;
- Tommi Havo: guitarra;
- Jyri Vahvanen: guitarra;
- Miika Kokkola: bajo;
- Henri Vahvanen: batería;
- Maria Honkanen: teclado.

## Lista de canciones
| N.º   | Título                                                                                | Duración |  |
| 1.    | «Swordmaster»                                                                         | 5:36     |  |
| 2.    | «The Grey Wizard»                                                                     | 4:17     |  |
| 3.    | «Raging Goblin»                                                                       | 4:35     |  |
| 4.    | «Journey to Undying Lands»                                                            | 5:50     |  |
| 5.    | «Shadowgate»                                                                          | 4:04     |  |
| 6.    | «Fangorn»                                                                             | 5:05     |  |
| 7.    | «The Green Maid»                                                                      | 3:44     |  |
| 8.    | «Khazad-Dûm Pt.1 (Ages of Mithril)»                                                   | 5:20     |  |
| 9.    | «Ride with the Dragons»                                                               | 4:17     |  |
| 10.   | «Feast for the Wanderer» (canción extra, no mencionada en la contraportada del álbum) | 4:05     |  |
| 46:53 |                                                                                       |          |  |